# BMC ADO16
BMC ADO16 bezeichnet einen Wagen der Kompaktklasse der British Motor Corporation (BMC), der unter verschiedenen Markennamen und Typenbezeichnungen verkauft wurde. In den 1960er Jahren war der ADO16 zeitweise der meistverkaufte Pkw in Großbritannien.
Die meisten Fahrzeuge dieser Baureihe wurden in Großbritannien hergestellt. Sie wurden aber auch unter anderem bei Innocenti in Italien, bei Leyland Authi in Spanien, bei IMV in  Jugoslawien und im Leyland-Werk in Belgien gefertigt. Zudem basierten auf dieser Baureihe ähnliche Fahrzeuge, die in Australien und Südafrika produziert wurden.
Der Wagen wurde am 15. August 1962 als Morris 1100 vorgestellt. Die Baureihe wurde dann auf verschiedene Fahrzeuge anderer Konzernmarken erweitert, wie den MG 1100 mit zwei Vergasern, den Vanden Plas Princess 1100 (ab Oktober 1962), den Austin 1100 (ab Oktober 1963) und schließlich den Wolseley 1100 (ab 1965) und den Riley Kestrel (ab 1965). Die Modelle Morris 1100 und Morris 1300 verschwanden 1971 zugunsten des Nachfolgers Morris Marina aus den Schaufenstern, aber die Austin- und Vanden-Plas-Versionen blieben bis Juni 1974 in Produktion.
Die Kombivarianten folgten 1966. Mit Countryman (Austin) und Traveller (Morris) wurden dafür traditionsreiche Namen gewählt.
1964 wurde der 1100 vom Wheels-Magazin zum Auto des Jahres gekürt.

## Konstruktion und Entwicklung
Der ADO16 (ADO=Amalgamated Drawing Office) wurde von Alec Issigonis entworfen. Pininfarina, der italienische Designer, der für BMC vorher schon den Austin A40 Farina entworfen hatte, gestaltete die Karosserie. Nach dem erfolgreichen, aber unprofitablen Mini brauchte BMC ein größeres Auto der unteren Mittelklasse. Der ADO16 hat im Wesentlichen die Antriebstechnik des Mini: den quer eingebauten  BMC-A-Motor, der die  Vorderräder über ein im Ölsumpf liegendes Getriebe antreibt. Auch das Fahrwerk mit Doppelquerlenkern vorn und parallelen Schwingen hinten ist ähnlich, aber der ADO16 bekam Scheibenbremsen mit schwimmend gelagerten Bremssätteln.
Eine Besonderheit stellte die Federung des Morris 1100 dar. Als erstes Auto erhielt er die von Alex Moulton erdachte Hydrolastic-Federung – eine hydraulische Kopplung der Vorder- und Hinterradfederung jeder Wagenseite, wobei sämtliche Arme der Radaufhängung in Gummi gelagert waren. In einem Interview mit dem CAR-Magazin erklärte Alex Moulton Ende der 1990er-Jahre, Alec Issigonis und er hätten dafür die Federung des Citroën 2CV aus der Mitte der 1950er-Jahre analysiert. Bei ihr waren die Räder einer Seite mechanisch verbunden und teilten sich eine Federeinheit. Dadurch war das Wanken (Seitenneigung) weniger stark, als es die sehr weiche Federung vermuten lässt, aber auf Kosten einer größeren Neigung zum Nicken. Beim Hydrolastic-System, bei dem die jeweils auf der gleichen Fahrzeugseite liegenden Federelemente mit Schlauchleitungen miteinander verbunden sind, wird Nicken durch Dämpfventile in der Verbindungsleitung stark verringert. Die Federung ist weich wie beim Citroën, die Wankneigung jedoch ist geringer.

## Mark I (1962–1967)
Die originalen Mark-I-Modelle erkennt man an den beinahe senkrecht stehenden angedeuteten Heckflossen mit den kleinen Rücklicht-Einheiten. Die Werbebroschüren stellten den geräumigen Innenraum im Vergleich zu den Wettbewerbern 1964 in Großbritannien, wie den konservativeren Ford Anglia, Vauxhall Viva HA und Morris Minor aus dem eigenen Hause heraus.
Die Mark-I-Modelle des Austin 1100 und Morris 1100 gab es anfangs nur als viertürige Limousinen. Im März 1966 kam ein dreitüriger Kombi, genannt Austin 1100 Countryman, bzw. Morris 1100 Traveller. Kunden in Großbritannien, die eine zweitürige Limousine wollten, mussten auf den Mark II von 1967 warten, auch wenn es diese Karosserieausführung schon in verschiedenen Exportmärkten wie beispielsweise den USA gab. Dort wurde ein zweitüriger MG 1100 angeboten.
Das unter dem Motor befindliche Getriebe, das sich den Ölvorrat auch mit dem Motor teilte, wies vier Vorwärtsgänge auf, von denen die oberen drei synchronisiert waren. Ab November 1965 gab es eine vierstufige Automatik von Automotive Products (AP).

### Modelle
| Fabrikat    | Typ             | Hubraum  | Leistung       | Karosserieformen |
| ----------- | --------------- | -------- | -------------- | ---------------- |
| Austin      | 1100            | 1098 cm³ | 48 bhp (36 kW) | L4, K3           |
| Innocenti   | IM3 / IM3S / J4 | 1098 cm³ | 48 bhp (36 kW) | L4               |
| MG          | 1100            | 1098 cm³ | 55 bhp (41 kW) | L2, L4           |
| Morris      | 1100            | 1098 cm³ | 48 bhp (36 kW) | L4, K3           |
| Riley       | Kestrel         | 1098 cm³ | 55 bhp (41 kW) | L4               |
| Vanden Plas | Princess 1100   | 1098 cm³ | 55 bhp (41 kW) | L4               |
| Wolseley    | 1100            | 1098 cm³ | 55 bhp (41 kW) | L4               |

Leistungsangaben in bhp – die Leistung nach in Deutschland üblicher DIN-Norm liegt etwas niedriger, beispielsweise bei 33  statt 36 kW für den Morris 1100.

## Mark II (1967–1971)
Ende Mai 1967 kündigte BMC an, dass sie den MG, den Riley, den Vanden Plas und den Wolseley mit dem größeren 1.275-cm³-Motor ausstatten würden. BMC kombinierte den schon vom Mini Cooper und Austin-Healey Sprite bekannten Motor mit dem Getriebe des 1100, wobei die Übersetzungsverhältnisse der einzelnen Gänge trotz des anderen Motors unverändert blieben, die Achsübersetzung jedoch von 4,133 auf 3,65, später auch 3,44 vergrößert wurde.
Die Mark-II-Versionen von Austin und Morris wurden für Oktober 1967 als Austin 1300 und Morris 1300 angekündigt, wobei es auch weiterhin die Ausführungen mit 1098-cm³-Motor gab.
Von außen erkennt man den Austin/Morris Mark II an einem etwas breiteren Kühlergrill, der sich bis unter die Scheinwerfer erstreckt und etwas mehr strukturiert ist. Diese Modelle haben veränderte Rückleuchten, die in dieser Form auch im Taximodell Austin FX4 eingebaut wurden. Sie waren weiterhin durchweg mit Vierganggetrieben ausgestattet, deren drei obere Gänge synchronisiert waren; vollsynchronisierte Getriebe wurden 1968 eingeführt.
Die Mark-II-Versionen von MG, Riley, Vanden Plas und Wolseley erschienen im Oktober 1968, wobei der Riley nicht mehr Kestrel hieß, sondern Riley 1300 (Mark II). Er wurde im Juli 1969 eingestellt und verschwand als letzter Riley vom Markt.
Auf der London Motor Show im Oktober 1969 führte British Leyland (BLMC) die Modelle Austin 1300 GT und Morris 1300 GT ein, die den gleichen 1275-cm³-Motor mit zwei Vergasern hatten wie der MG 1300, aber mit einem schwarzen Kühlergrill über die gesamte Fahrzeugbreite, einem schwarzen Vinyldach und dicken, schwarzen Streifen auf den Fahrzeugseiten ausgestattet waren. Das war die Antwort von British Leyland (BLMC) auf den Ford Escort GT und den Vauxhall Viva GT. Die Bodenfreiheit wurde durch Reduktion des Drucks im Hydrolastic-System von 15,53 bar auf 14,15 bar verringert.
1970 konnten die Austin/Morris 1100/1300 ihre Stellung als meistverkauftes Modell in Großbritannien behaupten, obwohl seit der Einführung des ersten Morris 1100 im Jahre 1962 wenig verändert wurde. 132.965 Fahrzeuge wurden in diesem Jahr verkauft, gegenüber nur 123.025 Ford Cortina, einem Modell, das in diesem Jahr schon in der 3. Generation erschien. Als der zweimillionste ADO16 hergestellt wurde, zog man die Morris-Versionen aus dem Markt zurück, um für den neuen Morris Marina Platz zu machen. Somit wurde 1970 das letzte Jahr, in dem der 1100/1300 die britischen Auto-Charts anführte.

### Modelle
| Fabrikat    | Typ           | Hubraum  | Leistung             | Karosserieformen |
| ----------- | ------------- | -------- | -------------------- | ---------------- |
| Austin      | 1100          | 1098 cm³ | 48 bhp (36 kW)       | L2, L4, K3       |
| Austin      | 1300          | 1275 cm³ | 60 bhp (45 kW)       | L2, L4, K3       |
| Austin      | 1300 GT       | 1275 cm³ | 70 bhp (52 kW)       | L2, L4           |
| MG          | 1100          | 1098 cm³ | 55 bhp (41 kW)       | L2, L4           |
| MG          | 1300          | 1275 cm³ | 60–70 bhp (45–52 kW) | L2, L4           |
| Morris      | 1100          | 1098 cm³ | 48 bhp (36 kW)       | L2, L4, K3       |
| Morris      | 1300          | 1275 cm³ | 60 bhp (45 kW)       | L2, L4, K3       |
| Morris      | 1300 GT       | 1275 cm³ | 70 bhp (52 kW)       | L2, L4           |
| Riley       | 1300          | 1275 cm³ | 58–65 bhp (43–48 kW) | L4               |
| Vanden Plas | Princess 1100 | 1098 cm³ | 55 bhp (41 kW)       | L4               |
| Vanden Plas | Princess 1300 | 1275 cm³ | 60 bhp (45 kW)       | L4               |
| Wolseley    | 1100          | 1098 cm³ | 55 bhp (41 kW)       | L4               |
| Wolseley    | 1300          | 1275 cm³ | 60 bhp (45 kW)       | L4               |

## Mark III (1971–1974)
Die Mark-III-Modelle wurden im September 1971 eingeführt. Bei der Einführung des Morris 1100 Mark I im Jahre 1962 hatte der Hersteller seine Absicht bekundet, den ADO16 mindestens zehn Jahre lang zu fertigen, was sich trotz der Wechselfälle, die BMC in den 1960er-Jahren durchlitt, als richtig erwiesen hatte. Die Palette wurde langsam reduziert; der MG 1300 fiel 1971 weg und der Wolseley 1300 im Jahre 1973. Der letzte ADO16, ein Vanden Plas Princess 1300, verließ die Fertigungsbänder am 19. Juni 1974. Nachfolger waren der Austin Allegro und sein Schwestermodell Vanden Plas 1500. Zu dieser Zeit war der Ford Cortina, der ursprüngliche Wettbewerber, schon deutlich gewachsen; der ADO16 gehörte eher in die Kompaktklasse als die Mittelklasse.
Ab 1973 wurden, mehr als ein Jahr lang, der Austin 1100 / 1300 und sein Nachfolger Austin Allegro noch gleichzeitig hergestellt.

### Modelle
| Fabrikat    | Typ           | Hubraum  | Leistung       | Karosserieformen |
| ----------- | ------------- | -------- | -------------- | ---------------- |
| Austin      | 1100          | 1098 cm³ | 48 bhp (36 kW) | L2, L4, K3       |
| Austin      | 1300          | 1275 cm³ | 60 bhp (45 kW) | L2, L4, K3       |
| Austin      | 1300 GT       | 1275 cm³ | 70 bhp (52 kW) | L2, L4           |
| Vanden Plas | Princess 1300 | 1275 cm³ | 60 bhp (45 kW) | L4               |
| Wolseley    | 1300          | 1275 cm³ | 60 bhp (45 kW) | L4               |

## Zeitschiene des ADO16
- März 1962 – die ersten Morris 1100 und MG 1100 werden in Cowley (Oxfordshire) hergestellt.
- 15. August 1962 – Vorstellung des Morris 1100 als viertürige Limousine in Großbritannien. Die zweitürige Limousine ist nur für Exportmärkte erhältlich.
- 2. Oktober 1962 – Vorstellung des MG 1100 als viertürige Limousine in Großbritannien. Wie beim Morris 1100 gibt es die zweitürige Limousine nur für Exportmärkte. Der MG 1100 hat einen Motor mit 55 bhp (40 kW) mit zwei Vergasern und ist luxuriöser ausgestattet.
- November 1962 – Beide Modelle bekommen Spritzlappen an den Hinterrädern.
- April 1963 – Einführung des Innocenti IM3. Dies ist ein ADO16, der in Italien von Innocenti mit anderer Fahrzeugfront, anderen Stoßfängern und besserer Innenausstattung gebaut wird. IM bedeutet Innocenti-Morris. Die 3 zeigt an, dass dies das 3. Modell ist, das Innocenti in BMC-Lizenz baut.
- September 1963 – Einführung des Austin 1100, der dem Morris 1100 ähnlich sieht, aber den traditionellen Austin-Kühlergrill mit acht Querstäben und dem Austin-Wappen besitzt sowie eine andere Innenausstattung und ein anderes Armaturenbrett.
- Oktober 1963 – Einführung des Vanden Plas 1100. Es ist das Spitzenmodell mit walnussfurniertem Armaturenbrett und ebensolchen Türinnenverkleidungen, Picknicktischen hinten und Vordersitzen in Conolly-Leder sowie Wilton-Teppichen und einen Dachhimmel aus West-of-England-Tuch.
- Oktober 1963 – Bei allen Modellen wird der Tank für die Scheibenwaschanlage verlegt, damit er im Winter nicht mehr einfriert.
- November 1963 – Die Teppiche werden durch Gummimatten ersetzt.
- 17. Februar 1964 – Vorstellung des Morris 1100 in Australien. Es gibt 37 Änderungen gegenüber dem britischen Modell, damit er für australische Verhältnisse geeignet erscheint, wie z. B. eine andere, komfortablere Innenausstattung. Vorne wird anstatt der Einzelsitze eine Sitzbank eingebaut, der Handbremshebel wandert auf die rechte Seite zwischen Sitzbank und Tür. Ein langer, gebogener Schalthebel sorgt dafür, dass die Mitte zwischen den ehemaligen Einzelsitzen frei ist.[10] Stoßstangenhörner vorne und hinten sind als Extra verfügbar, eine Sonnenblende aus Blech oder Metallgitter für die Windschutzscheibe ist erhältlich, die „die Frontpassagiere vor Ermüdung der Augen durch zu intensive Sonneneinstrahlung schützen“ soll. Weiter gibt es ein Sonnenschutzrollo für das Heckfenster, das aus vertikalen Metalllamellen besteht. Dies sollte den Innenraum vor zu starker Aufheizung schützen[11].
- September 1964 – Verbesserungen: Alle Modelle bekommen eine Kupplung mit Tellerfeder, eine bessere Heizung, Sonnenblenden mit geriffelter Oberfläche und Spiegel mit Kunststoffrahmen.
- 12. – 22. März 1964 – Einführung des Innocenti J4 auf der Automobilausstellung in Turin. Die Gestaltung der Fahrzeugfront ähnelt der des in Großbritannien verkauften Morris 1100. Er hat einen Kühlergrill mit acht Querstäben und vergleichbare Begrenzungsleuchten, aber mit Klarglas.
- Ende 1964 / Anfang 1965 – Vorstellung des MG Princess in den USA, von dem nur 154 verkauft werden
- Januar 1965 – Einführung der Crayford-Kombis des ADO16
- September 1965 – Einführung von Wolseley 1100 und Riley Kestrel, beide mechanisch dem MG 1100 gleich. Der Wolseley hat einen Breitbandtachometer, während der Riley Rundinstrumente und einen Drehzahlmesser besitzt.
- Oktober 1965 – auf Wunsch Automatikgetriebe für Morris und Austin
- März 1966 – Die Kombimodelle Morris 1100 Traveller und Austin 1100 Countryman werden auf dem Genfer Auto-Salon vorgestellt.
- Mai 1966 – Bei allen 1100ern gibt es umlegbare Vordersitze. Bei Traveller und Countryman lässt sich damit ein Doppelbett formen.
- Juli 1966 – Der Innocenti IM3S kommt heraus. Das Modell hat keine Stoßstangenhörner mehr und einen anderen Kühlergrill.
- Mitte 1966 – Das Werk in Longbridge hat für Australien eine Kombilimousine mit einem 1500 cm³ großen Motor entwickelt, den Nomad. Dieses Modell sollte im Juni 1969 in Australien ausgeliefert werden, aber nie nach Großbritannien kommen.
- September 1966 – Die Fertigung des Morris 1100 in Spanien beginnt; die Innenausstattung kommt von Innocenti in Italien.
- Mai 1967 – Einführung des Austin 1100 Countryman und des Morris 1100 Traveller in Südafrika
- Juni 1967 – Der 1275-cm³-Motor ist auf Wunsch im MG, Riley, Vanden Plas und Wolseley als 58-bhp-(43-kW)-Ausführung mit einem Vergaser zu bekommen. Diese Modelle erhalten ein besonderes „1275-cc“-Schild.
- Sommer 1967 – Einstellung des Verkaufs des MG 1100 in den USA. Der Austin 1100 hielt den Platz frei für den ab 1968 verfügbaren Austin America. Der Austin 1100 bekommt einen großen Tachometer in der Mitte des Armaturenbrettes wie den, der bei den Deluxe-Versionen des Mark II eingebaut wurde.
- August 1967 – Vorstellung des Morris 1100 S in Australien. Er hat den 1275-cm³-Motor.
- Oktober 1967 – Vorstellung des 1100-Mark-II-Modells mit gestutzten Heckflossen (nur Limousinen), belüfteten Rädern und Seitenblinkern in den vorderen Kotflügeln. Auch die Innenausstattung wird überarbeitet. Die Austin- und Morris-Ausführungen haben verbreiterte Kühlergrills, die sich bis unter die Scheinwerfer erstrecken. Die Austin- bzw. Morris-Firmenzeichen wandern von der Motorhaube auf den Kühlergrill. Die Morris-Ausführungen besitzen nun ein schwarzes Armaturenbrett, während die Austin eine silberfarbene Armaturentafel aufweisen. Beide Modelle werden mit Kippschaltern anstatt Knebelschaltern ausgestattet. Die Kombiversionen bekommen Seitenstreifen aus Holzimitat, sehen aber hinten immer noch so aus wie die Mark-I-Versionen. Einführung der 1300er-Modelle, wie die 1100er-Mark-II-Modelle, aber mit größerem Motor mit 1275 cm³ Hubraum und 58 bhp (43 kW), sowie geändertem Kühlergrill. Austin, MG 1300 und Morris gibt es mit zwei oder vier Türen, während Riley, Vanden Plas und Wolseley nach wie vor nur mit vier Türen erhältlich sind. MG, Riley, Vanden Plas und Wolseley gibt es auf Wunsch auch mit automatischem Getriebe. Auf der London Motor Show wird ein ADO16-Cabriolet von Jensen gezeigt, das auf einem Austin 1100 Countryman basiert.
- November 1967–50 Stück 1100er-Lieferwagen werden hergestellt, das Modell aber nie in die Serienproduktion genommen.
- Juni 1968 – Ohne offizielle Ankündigung sickert durch, dass die handgeschalteten Ausführungen von MG, Riley, Vanden Plas und Wolseley mit der stärkeren Zweivergaser-Ausführung des 1275-cm³-Motors ausgestattet werden. Die Automatikversionen behalten den Einvergaser-Motor[12].
- Juni 1969 – Die australische Morris-1100-Produktion wird eingestellt. Das Modell wird durch den Morris 1500 und den darauf basierenden Nomad ersetzt. Etwa 90.000 Fahrzeuge wurden bis dahin gebaut, alle im BMC-Werk in Zetland (New South Wales) bei Sydney[13].

## Auslandsproduktion und -verkauf

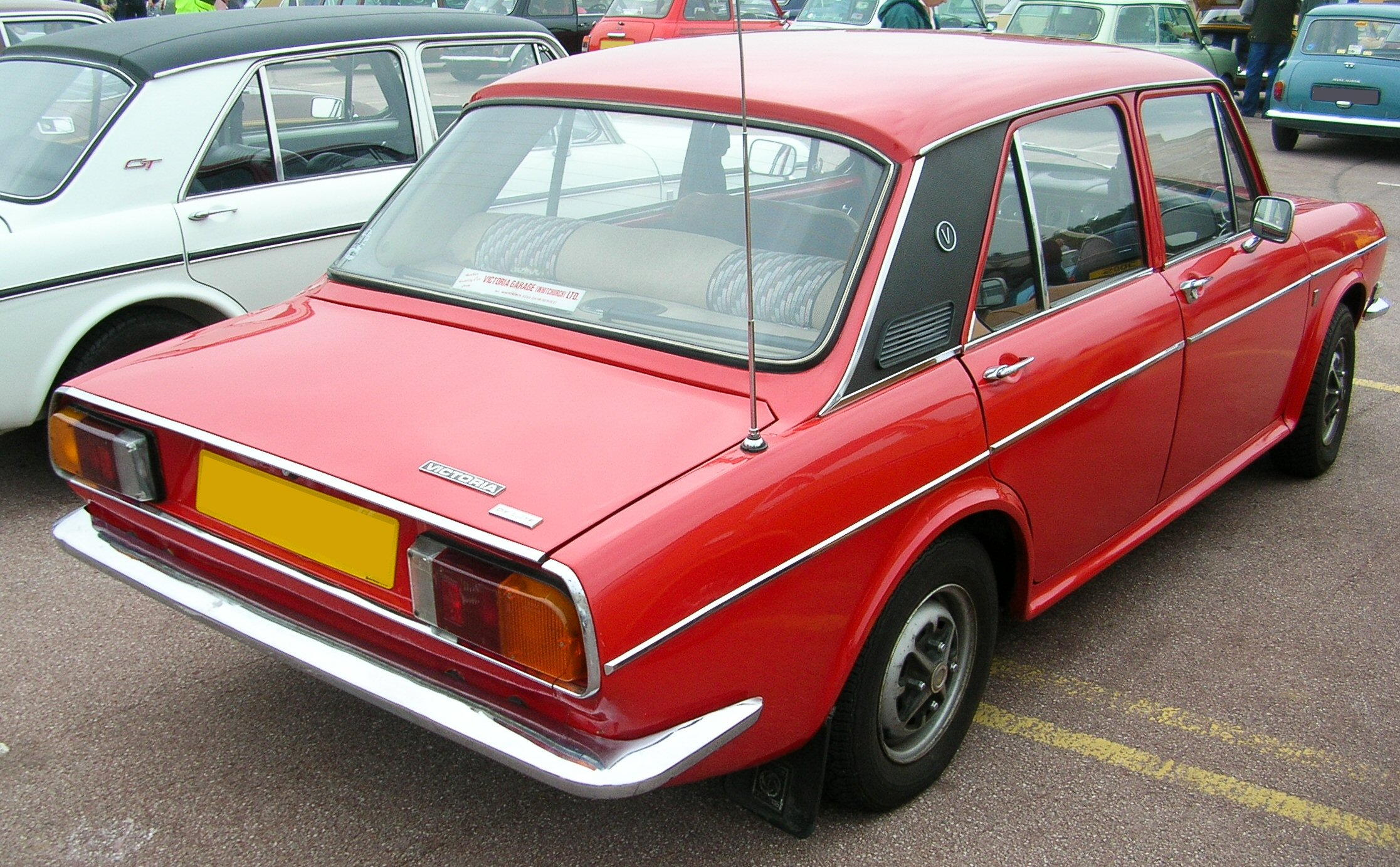
Der Austin Victoria war ein in Pamplona hergestellter ADO16 mit veränderter Fahrzeugfront und verlängertem Heck.

Die Baureihe ADO16 wurde auf den Exportmärkten teilweise unter verschiedenen Namen produziert und verkauft:
In Spanien wurde er als Austin, MG und Morris verkauft und montiert, wobei die Fertigung bei Authi (Automóviles de Turismo Hispano Ingleses) in Pamplona 1966 begann, und 1972 im Austin Victoria gipfelte.
In Dänemark hieß der ADO16 Morris Marina. Die MG-Modelle wurden als MG Sports Sedan verkauft, wie dies auch in den USA ab 1962 der Fall war. Die Wagen gab es, anders als im Ursprungsland, damals schon als zweitürige Limousinen. Der Vanden Plas Princess hieß in den USA kurzzeitig MG Princess 1100; dort gab es auch eine ungewöhnliche zweitürige Austin-1100-Limousine, die aus Mark-I- und Mark-II-Komponenten aufgebaut war.
Der Austin America wurde in den USA, Kanada und der Schweiz von 1968 bis 1972 verkauft und besaß den 1.275-cm³-Motor mit 60 bhp (44 kW).
Auch war der ADO16 die Basis der australischen Modelle Morris 1500, Morris 1300 und Morris Nomad, der italienischen Ausführungen Innocenti IM3, Austin I4 und Austin I5, der stärkeren südafrikanischen Austin, Morris und Wolseley 11/55 und des Austin Apache. Auch die spanischen Modelle Austin Victoria und der Austin de Luxe von 1974 bis 1977 mit 998-cm³-Motor basierten auf den ADO16.
Der Austin Apache wurde bis 1977 hergestellt. Damit war er das letzte Modell der ADO16-Baureihe.

## Film und Fernsehen
Der Privatdetektiv Perry Clifton, eine Romanfigur aus der Feder von Krimiautor Wolfgang Ecke, fährt einen dunkelblauen Morris 1100. Im Film Clockwise mit John Cleese wird ein 1100 stückweise zerlegt.
John Cleese fährt als Basil Fawlty in Fawlty Towers einen roten Austin 1100 Countryman. In der Folge Gourmet Night lässt sich der Wagen plötzlich nicht mehr starten, worüber Basil sich so sehr aufregt, dass er sein Auto mit einem Ast verprügelt. Diese Szene wurde eine der bekanntesten der ganzen Serie. Von Corgi entstand sogar ein entsprechendes Modell, das die Szene nachbildet.

## Galerie

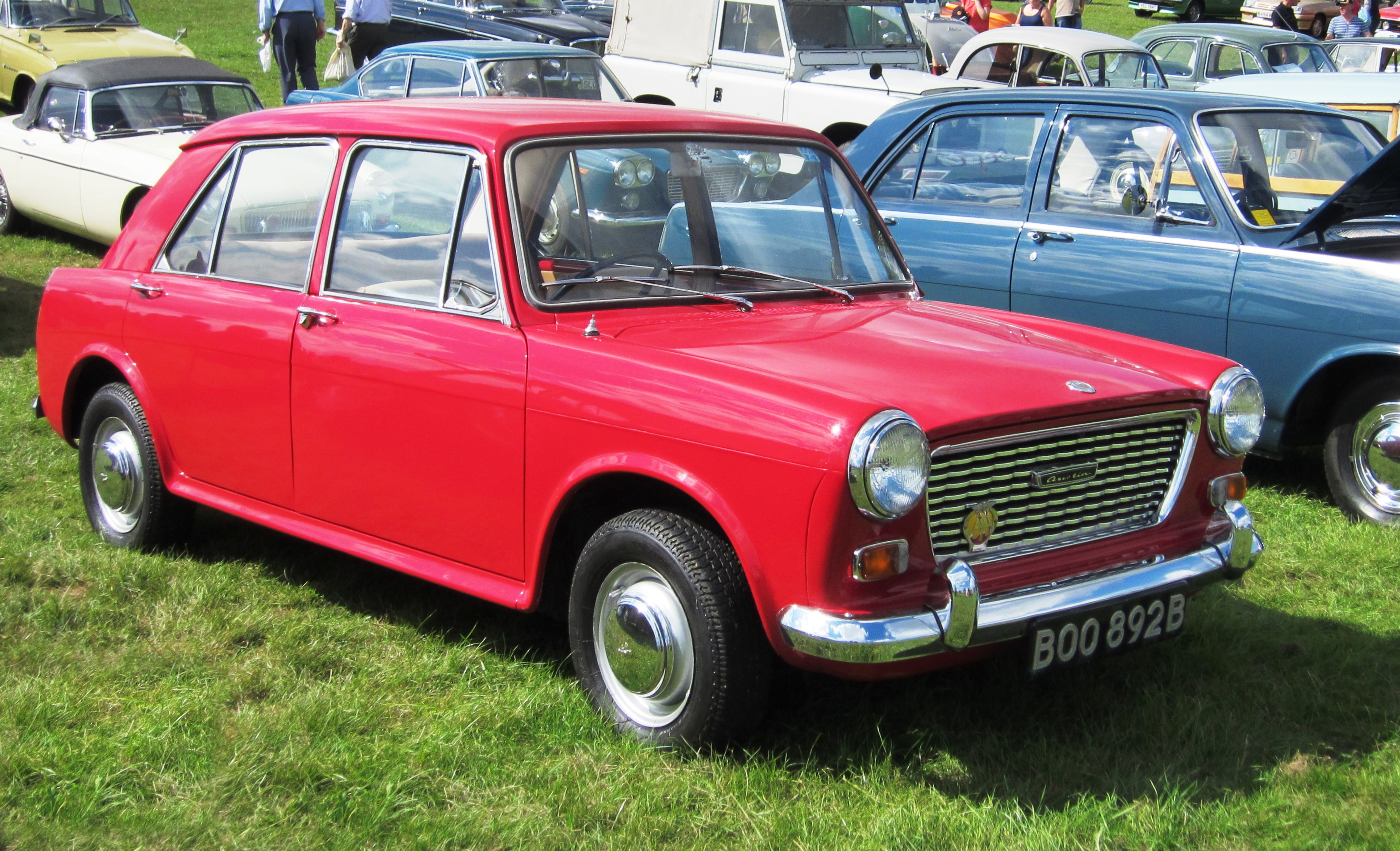
Austin 1100 Mark I (1964)
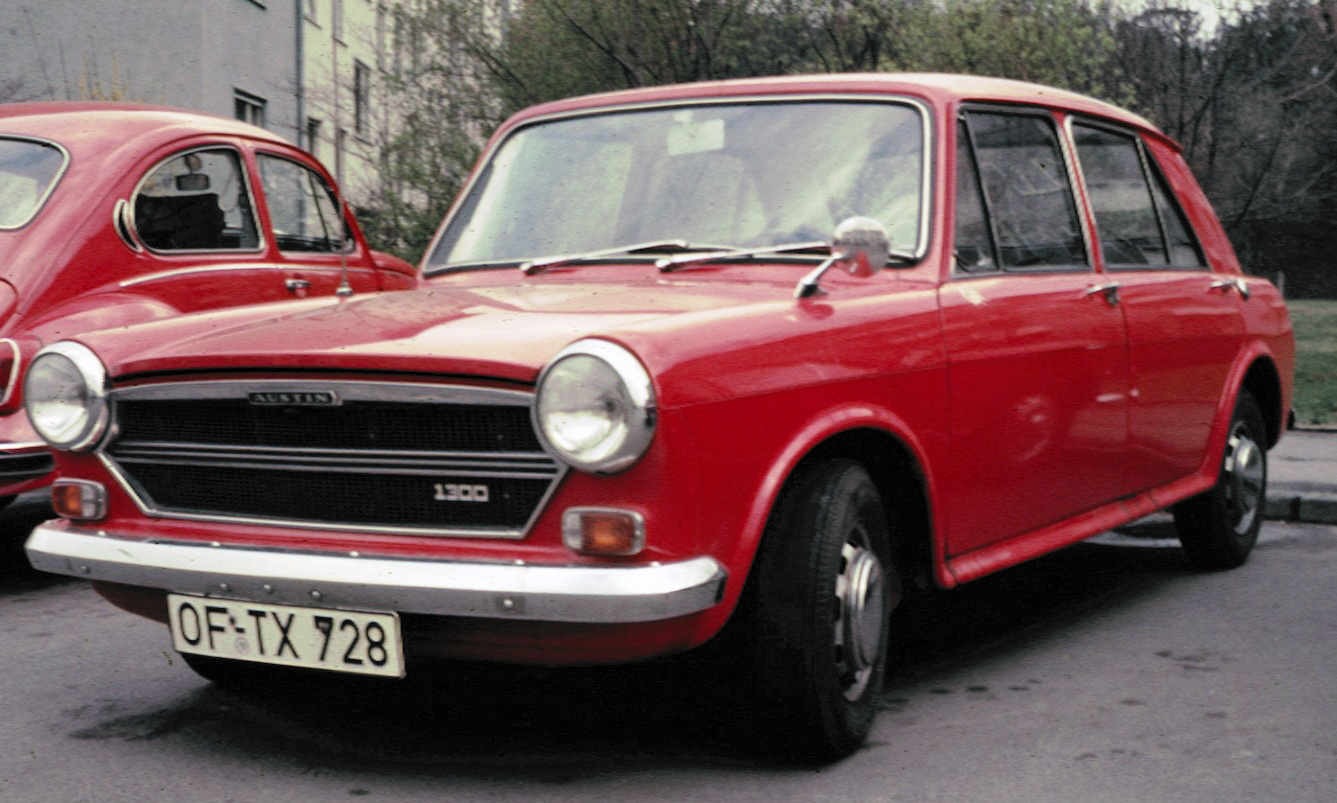
Austin 1100 Mark III (1971–1974)
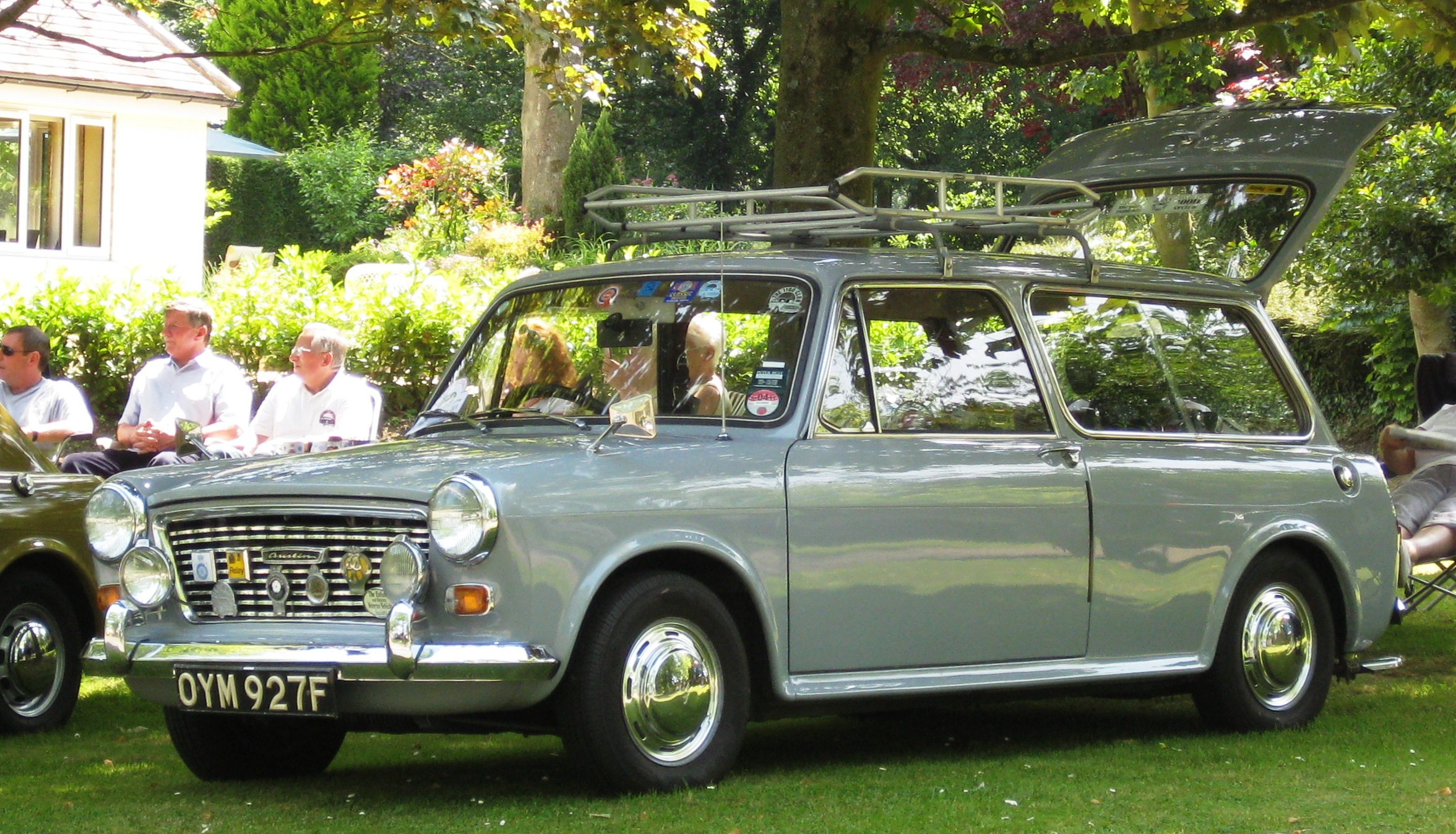
Austin 1100 Mark I Countryman (1967)
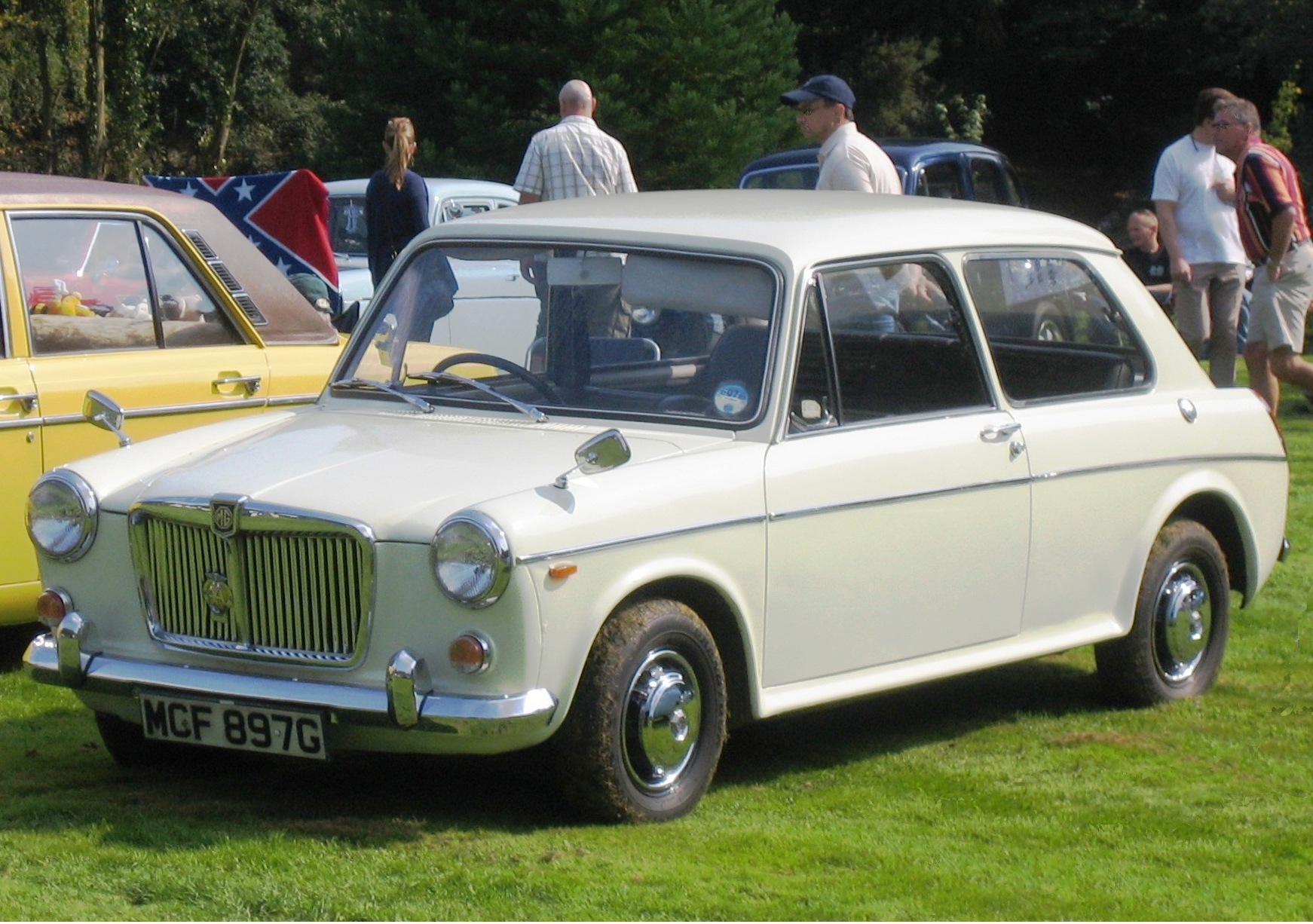
MG 1300 (1968)
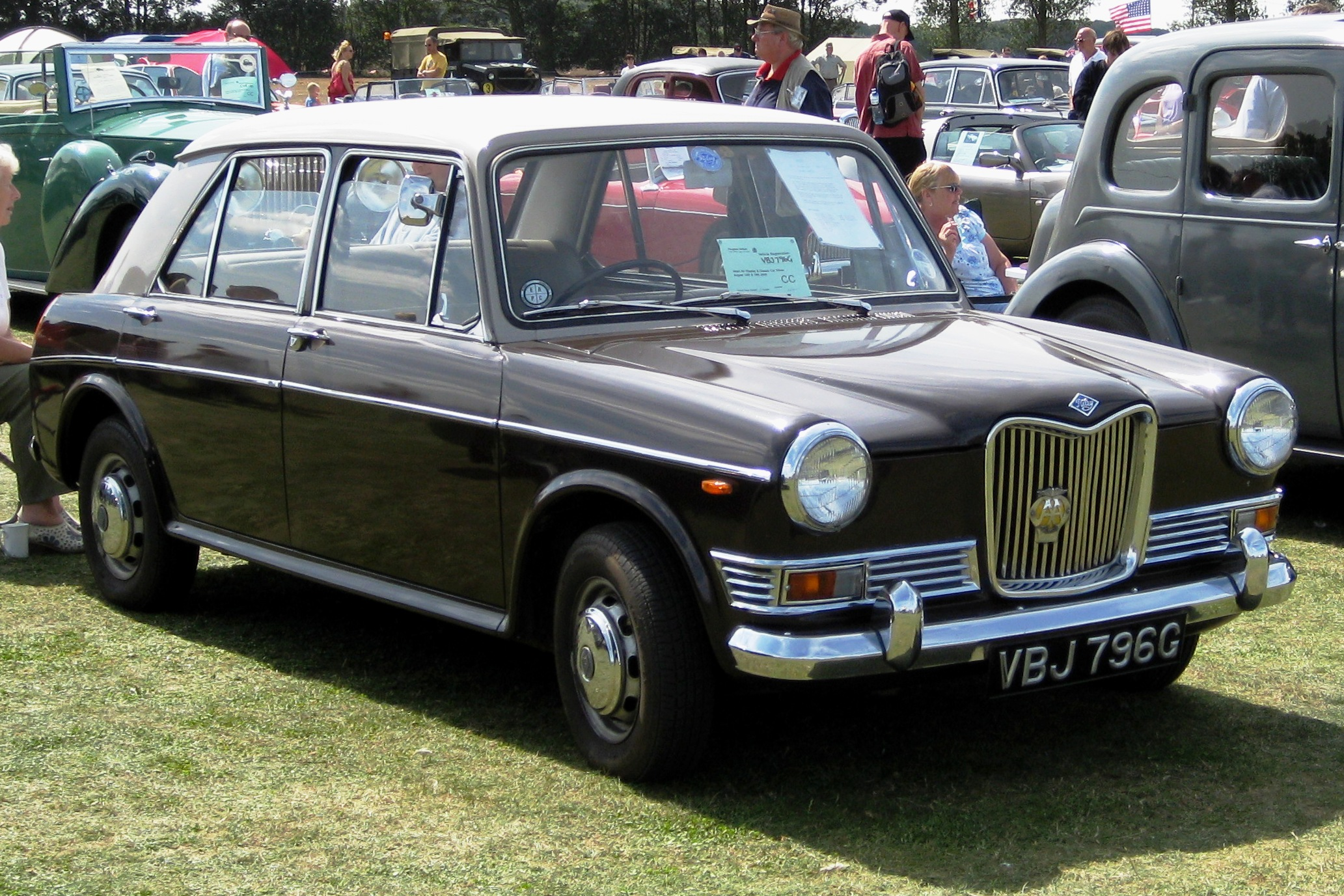
Riley Kestrel (1968)
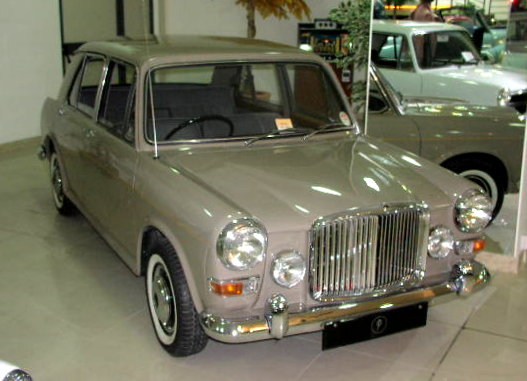
Vanden Plas Princess (1963–1974)
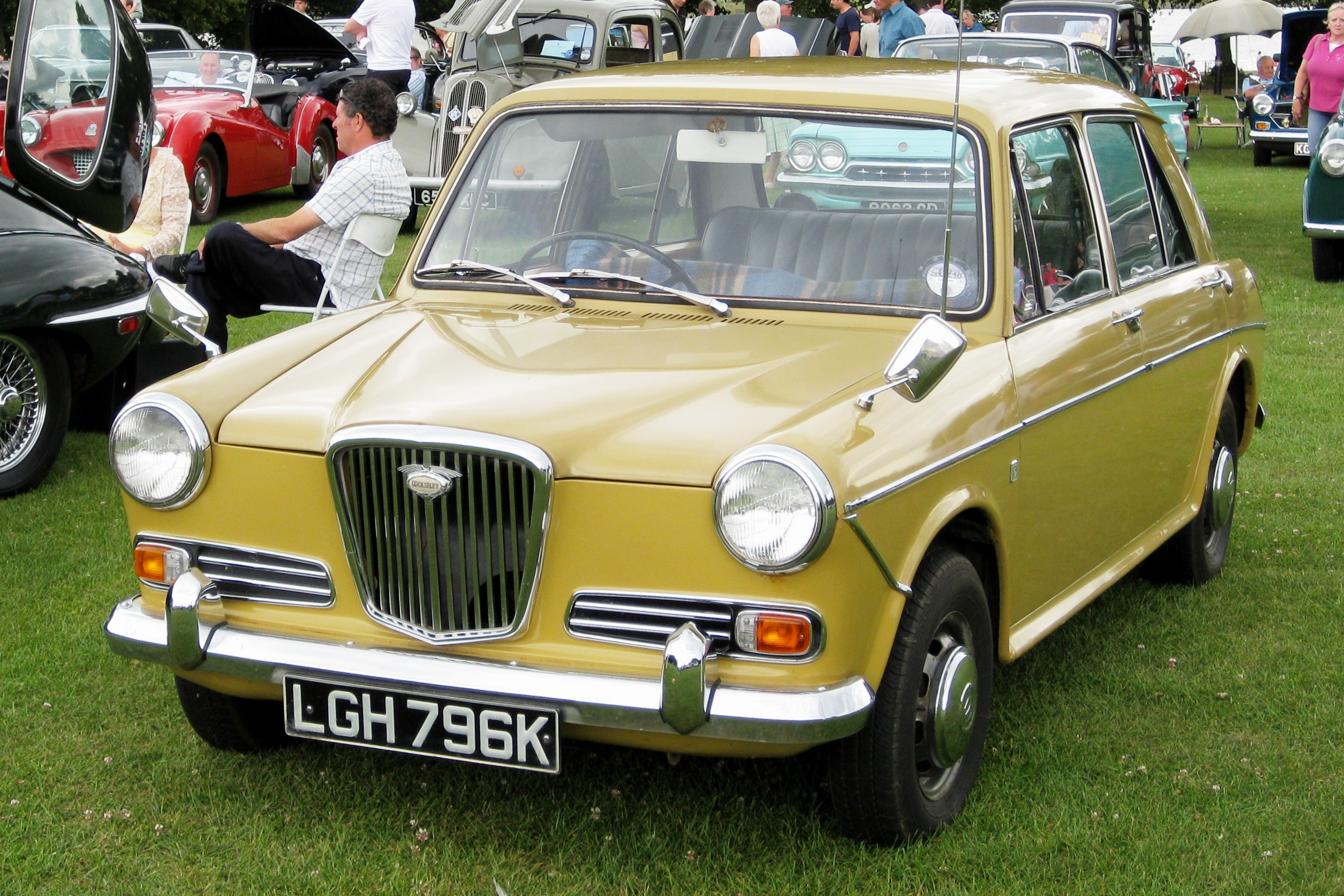
Wolseley 1300 (1972)
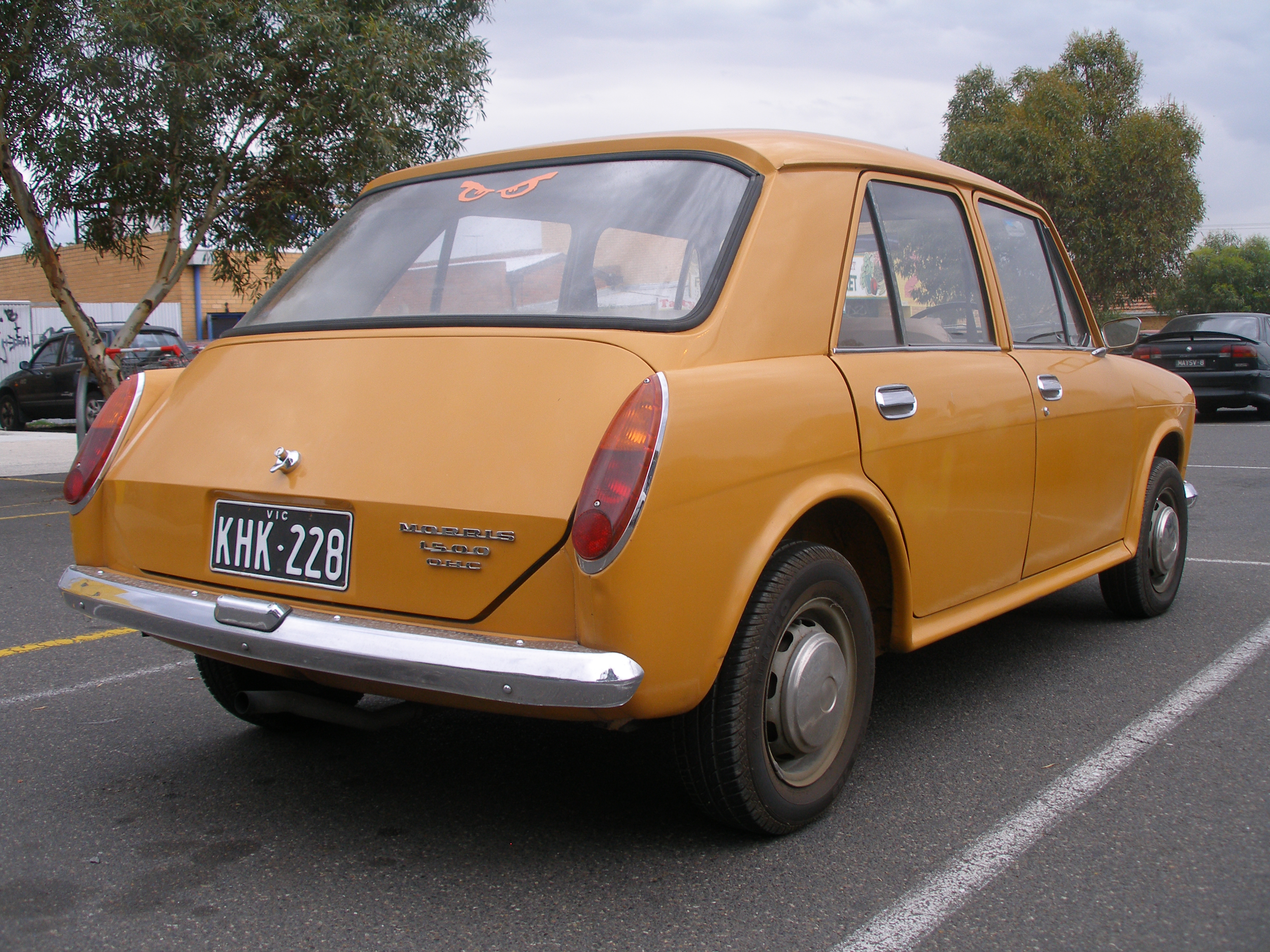
In Australien gab es auch den Morris 1500 mit dem Motor des Austin Maxi
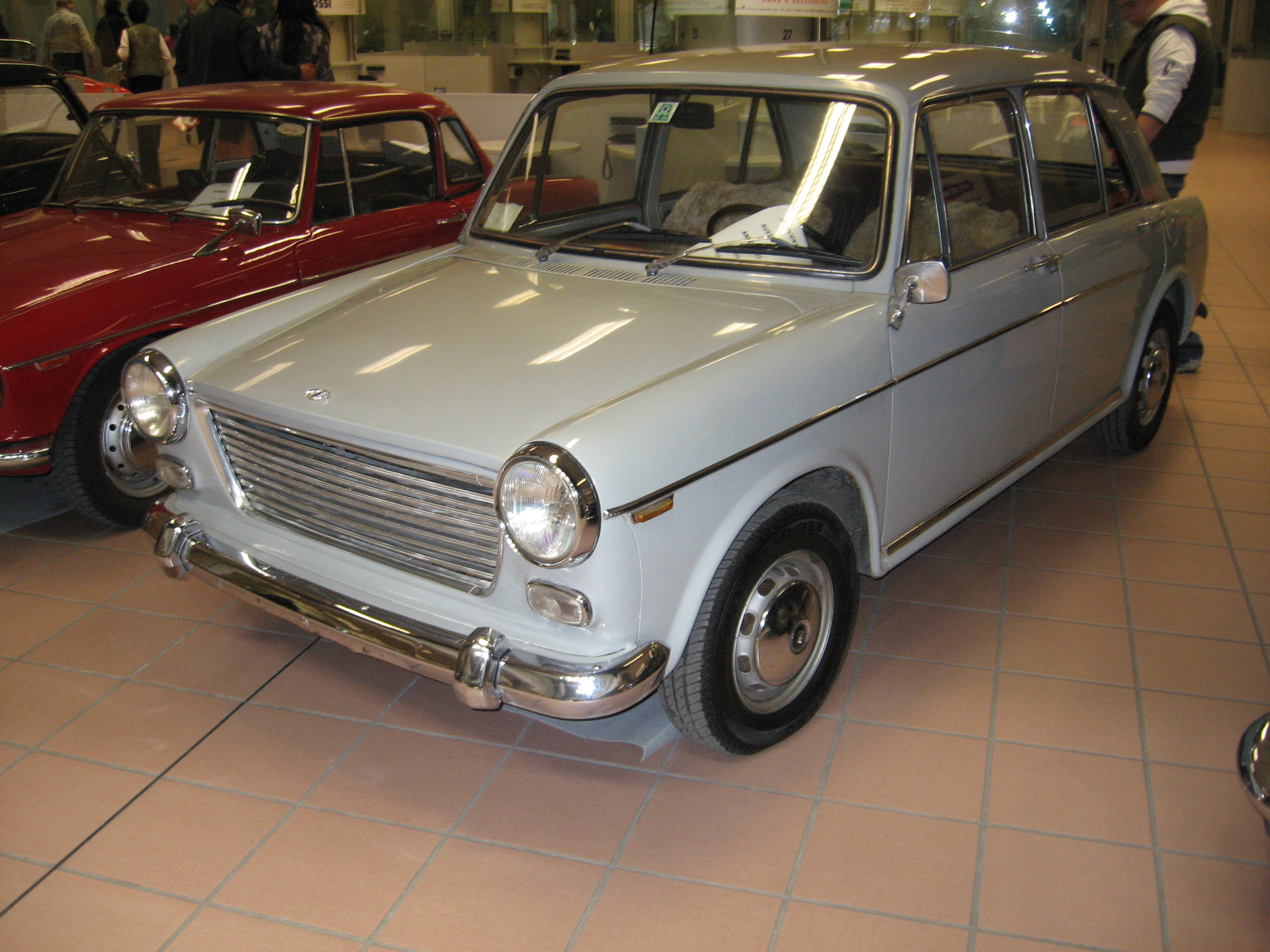
Innocenti J4 (Italien)